# 654 km (Kazachstan)
654 km (kaz. 654 км; ros. 654 км) – przystanek kolejowy w pobliżu miejscowości Saryöziek, w rejonie Osakarow, w obwodzie karagandyjskim, w Kazachstanie. Położony jest na linii Astana – Szu, na trasie Nowego Jedwabnego Szlaku.